# Камни предстательной железы
Камни предстательной железы — плотные органические и неорганические образования, располагающиеся в протоках и ацинусах желёз простаты.

## Распространённость камней предстательной железы
В возрасте до 35 лет камни предстательной железы встречаются менее, чем в 10 % случаев. С возрастом встречаемость камней предстательной железы увеличивается, достигая 80 % среди пациентов старше 50 лет. В группе пациентов с камнями предстательной железы отмечается преобладание такой патологии как аденома простаты (ДГПЖ) и хронический простатит.

## Механизм образования камней предстательной железы

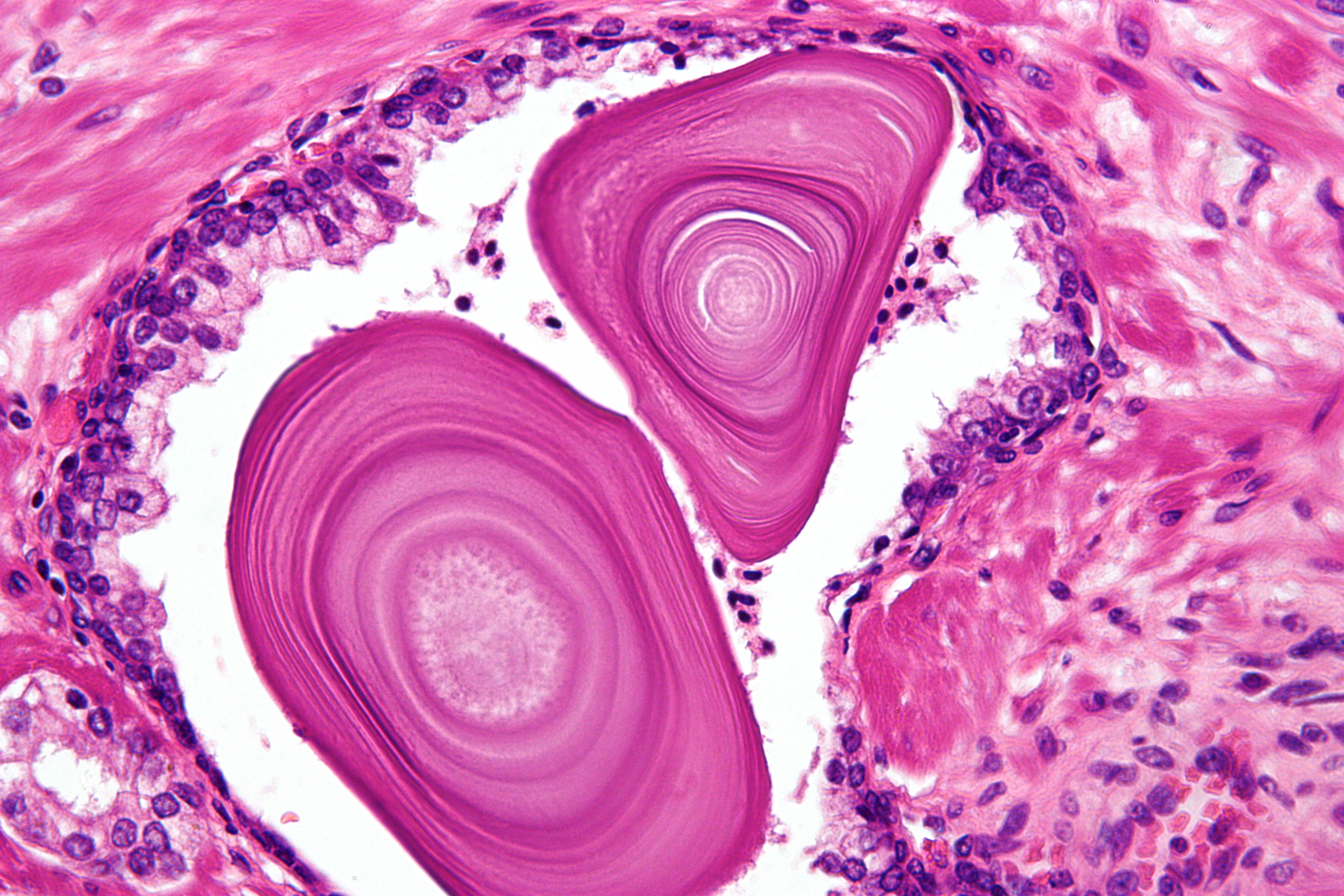
Амилоидные тельца (corpora amylacea) в простатических железах

Длительный стаз инфицированного секрета простаты на фоне обструкции (закупорки) протоков желез простаты является главным фактором, способствующим камнеобразованию. Кристаллографический анализ простатических конкрементов свидетельствует о том, что основными компонентами являются составляющие мочи, а не секрета простаты. Это подтверждает концепцию о роли интрапростатического рефлюкса мочи в формировании камней предстательной железы.
С другой стороны, существует точка зрения о первичном значении именно компонентов секрета предстательной железы в формировании конкрементов. Согласно этой концепции отложение камнеобразующих неорганических компонентов (фосфат и карбонат кальция) происходит на амилоидных тельцах, которые являются результатом простатической секреции и служат ядром камнеобразования, что приводит, в конечном счёте, к формированию камней простаты. Локализуясь в ацинусах и выводных протоках желёз простаты, конкременты оказывают травмирующее воздействие на окружающие ткани, способствуют нарушению микроциркуляции и поддерживают воспалительный процесс за счёт находящихся в самом камне микроорганизмов.

## Симптомы
Основными симптомами у больных с камнями предстательной железы являются дизурические расстройства, болевой синдром в области таза, примесь крови в моче (гематурия), примесь крови в сперме (гемоспермия), затрудненное мочеиспускание. Неинфицированные камни простаты могут себя никак не проявлять. У больных простатитом камни, как правило, инфицированы и являются источником персистирования инфекции и рецидивирующего характера течения воспалительного процесса. Степень выраженности симптомов у пациентов с камнями предстательной железы целесообразно оценивать по Шкале оценки симптомов хронического простатита NIH-CPSI.

## Диагностика камней предстательной железы

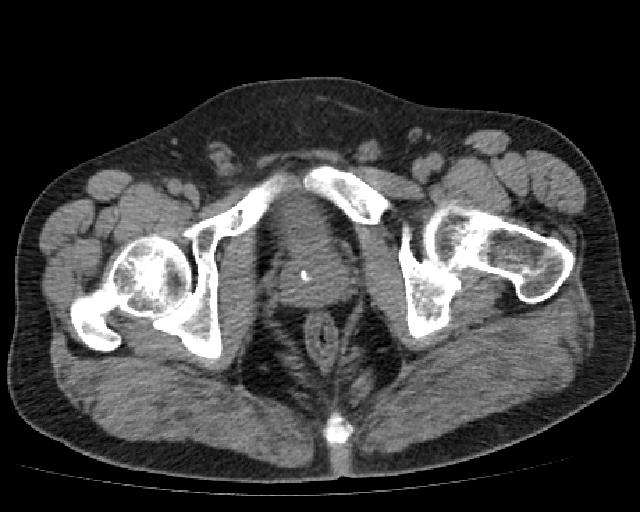
Компьютерная томограмма, демонстрирующая камень предстательной железы (очаг белого цвета в центре изображения).

Диагноз устанавливается на основании пальцевого ректального исследования простаты, данных ультразвукового и рентгеновского исследования. При пальцевом ректальном исследовании выявляется плотный участок в ткани предстательной железы, в ряде случаев определяется крепитация. Возможно отсутствие каких-либо изменений при пальцевом исследовании простаты. Изменения, обнаруженные при исследовании предстательной железы пальцем, необходимо дифференцировать с раком и туберкулезом предстательной железы. При УЗИ простаты (трансректальном или трансабдоминальном) обнаруживаются гиперэхогенные участки в предстательной железе с формированием акустической дорожки. Размеры камней варьирует от 3 до 25 мм и более. Множественные камни наблюдаются примерно в 70 % случаев. При рентгеновском исследовании выявляют около 30 % камней предстательной железы, так как большинство камней рентгеннегативные. В качестве дополнительных методов визуализации могут быть использованы КТ и МРТ таза. Наличие бессимптомных камней простаты само по себе не оказывает влияние на объём предстательной железы и уровень ПСА в сыворотке крови.

## Лечение камней предстательной железы
При бессимптомном течении заболевания лечение не требуется. При наличии жалоб и наличии камней на фоне воспалительного процесса в простате лечение проводится как при простатите. Особенностью лечения является то, что при камнях предстательной железы массаж простаты противопоказан из-за его потенциальной травматичности для тканей предстательной железы у этой категории пациентов. В случае выраженной симптоматики и отсутствия эффекта от консервативного лечения некоторым пациентам может быть рекомендована трансуретральная резекция простаты или простатэктомия.
Также очень эффективным и неинвазивным методом является ударно-волновая терапия.